# Timeshare

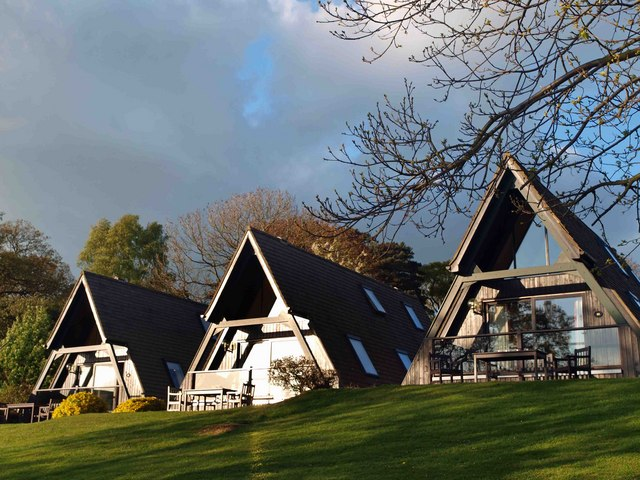
Domki letniskowe w Wielkiej Brytanii przeznaczone do użytkowania w formie timeshare

Timeshare (potocznie własność wakacyjna; ang. time – czas, share – dzielić) – system posiadania nieruchomości, w którym klient nabywa w pełni umeblowany i wyposażony apartament lub dom wakacyjny za ułamek kosztu posiadania tradycyjnego apartamentu czy domku letniskowego na zawsze lub na określoną liczbę lat, lecz w tym czasie może korzystać z apartamentu tylko jakiś okres w ciągu roku, zwykle 1, 2 lub 3 tygodnie oraz możliwość korzystania z sieci wymiany wakacyjnej. Można jednak swój tydzień wymienić z kimś innym, za pośrednictwem jednej z firm wymiany wakacyjnej. W niektórych krajach timeshare jest zabroniony.
W Polsce instytucja ta została uregulowana ustawą z 16 września 2011 r. Zgodnie z artykułem 2 „Przez umowę timeshare rozumie się umowę, na podstawie której konsument, odpłatnie, nabywa prawo do korzystania, w okresach wskazanych w umowie, z co najmniej jednego miejsca zakwaterowania, zawartą na okres dłuższy niż rok”. Odpłatne prawo do korzystania przypomina najem, od którego różni się okresowością uprawnienia.

## Statystyka ośrodków
Na całym świecie jest 5425 ośrodków timesharingowych, z czego ponad 1700 w Ameryce Północnej (głównie USA). W tym 25% znajduje się w Europie, z czego w Hiszpanii (łącznie z Wyspami Kanaryjskimi) ponad 500, a 16% w Ameryce Łacińskiej (najwięcej w Meksyku) i 14% w Azji (najwięcej w Japonii, Tajlandii i Indiach).
Ogólna liczba apartamentów wynosi 325 tysięcy, w tym 41% w USA, gdzie ośrodki timesharingowe są zazwyczaj największe – średnio ponad 80 apartamentów każdy. Na całym świecie przeciętna wielkość ośrodka to 60 apartamentów.

## Grupa docelowa
Typowy nabywca timesharingu ma dochody w drugim lub trzecim progu podatkowym i własny dom, jest w średnim wieku i pozostaje w związku małżeńskim. Wśród nabywców w krajach rozwijających się przeciętne dochody gospodarstwa domowego wynoszą 35 tysięcy dolarów rocznie, natomiast na Karaibach 90 tysięcy. Włochy przyciągają największą liczbę nabywców, którzy nie są parą małżeńską (37%), podczas gdy Ameryka Łacińska przyciąga najwięcej rodzin z dziećmi (58%).
Badanie przeprowadzone w Wielkiej Brytanii przez RCI (Resort Condominiums International) w kwietniu 2004 pokazuje, że:
- 48% właścicieli to wysoko wykwalifikowani specjaliści lub członkowie wyższej kadry menedżerskiej.
- 51% z nich w ciągu ostatnich 2 lat odwiedziło minimum 6 krajów.
- 37% ukrywa fakt posiadania „własności wakacyjnej” z obawy, że znajomi będą im zazdrościć i że będą chcieli jechać z nimi na wakacje.
- 40% na wakacjach zmienia się w „poszukiwaczy przygód”.
- Dla 65% respondentów to właśnie wymiana wakacyjna w RCI jest decydującym czynnikiem zakupu; otwarcie mówią, że kupili „własność wakacyjną”, żeby ją wymieniać na ośrodki na całym świecie.
- Dla 55% zakup „własności wakacyjnej” to inwestycja w przyszłe wakacje.
- Dla 57% to gwarancja wysokiego standardu zakwaterowania.
- W Wielkiej Brytanii jest pół miliona właścicieli timesharingu.
- Wydają na wakacje 3000 funtów na osobę rocznie[3].